# Theodore Sturgeon
Theodore Sturgeon (n. 26 februarie 1918 ca Edward Hamilton Waldo; d. 8 mai 1985) a fost un scriitor american de science fiction.
Este cel mai faimos pentru romanul științifico-fantastic Mai mult decat oameni (1953). Povestirea „Sculptură lentă” (publicată de revista Galaxy, februarie 1970) — a câștigat Premiul Hugo și Premiul Nebula pentru cea mai bună povestire. If All Men Were Brothers, Would You Let One Marry Your Sister? (1967) a fost nominalizată pentru Premiul Nebula din 1967 pentru cea mai bună nuvelă. The Man Who Learned Loving  a fost nominalizată pentru Premiul Nebula din 1969 pentru cea mai bună povestire.

## Biografie
Sturgeon s-a născut sub nunele Edward Hamilton Waldo în Staten Island, New York în 1918. Numele său a fost schimba legal în Theodore Sturgeon—nefiind un pseudonim—la vârsta de 11 ani după ce mama sa a divorțat și s-a recăsătorit cu William Dicky ("Argyll") Sturgeon. 
A vândut prima sa povestire în 1938 către ziarul McClure Syndicate, care a cumpărat multe dintre primele sale lucrări (nefantastice); prima povestire fantastică a fost "Ether Breather" în Astounding Science Fiction, în 1939.

## Opera

### Romane
- The Dreaming Jewels (1950) publicată și sub denumirea The Synthetic Man
  - ro.: Nestemate visătoare
- More Than Human (1953)  (Baby Is Three)
  - ro.: Mai mult decat oameni
- The Cosmic Rape (1958) (To Marry Medusa)
- Venus Plus X (1960)
- Some of Your Blood (1961)
- Godbody (1986) (publicată postum)

### Povestiri
- "Microcosmic God", Astounding Science-Fiction, 1941
  - ro.:  "Dumnezeu pentru un microcosmos", Jurnalul SF nr. 64/ 1994 Traducerea: Mihai-Dan Pavelescu

- "The Skills of Xanadu", Galaxy, iulie 1956
  - ro.: "Talentele Xandienilor", Almanahul Anticipația 1986

- "Slow Sculpture", Galaxy, feb. 1970
  - ro.: "Sculptură lentă" Traducerea: Mihai-Dan Pavelescu

- "If All Men Were Brothers, Would You Let One Marry Your Sister?", Viziuni periculoase, 1967
  - ro.: „Dacă toți bărbații ar fi frați, l-ai lăsa pe unul să se-nsoare cu sora ta?”, Viziuni periculoase, 2003